# Xenicotela distincta
Xenicotela distincta là một loài bọ cánh cứng trong họ Cerambycidae.